# Уленбах
Уленбах (нем. Uhlenbach) — река, являющаяся правым притоком реки Верре и протекающая в городе Херфорд, на северо-востоке Германии, по земле Северный Рейн-Вестфалия. Относится к водной системе реки Везер и питается от небольшой части территории Ravensberg Basin. Площадь бассейна реки — 5,6 км². Длина — 4,4 км. Высота истока 172 м. Высота устья 60 м. Перепад высоты 112 м.

## География
С 1991 года часть долины реки площадью 0,445 км² в пределах города отнесена к природоохранной зоне. Указанная территория расположена в пределах культурного ландшафта Ravensberg Land, характеризующегося интенсивным ведением сельского хозяйства. Для такого вида ландшафта (нем. Siek) типичны влажные долины. Высота склонов доходит до 6 метров. На границе территории произрастают природные буковые леса. На территории также можно найти заливные луга, пруды и другие небольшие естественные водоёмы с камышом, разстущим возле некоторых.